# Џангдјен
Џангдјен (张店) је централни градски дистрикт града Цибо у Кини у покрајини Шандунг. Према процени из 2009. у граду је живело 672.205 становника.

## Становништво
Према процени, у граду је 2009. живело 672.205 становника.
| 2000.   | 2009    |
| ------- | ------- |
| 649.294 | 672.205 |